# Българите (филм)
„Българите“ е български документален филм, един от най-скъпоструващите съвременни телевизионни проекти , който има за цел да разкрие произхода на прабългарите и тяхната прародина.
Екип, воден от журналиста Пламен Петков, изминава над 30000 км в търсене на скрити и неизвестни факти от миналото на прабългарите, описвайки история, доста различна от тази, представена от науката. Телевизионният екип пропътуват с кола разстоянието от България до Сибир, Алтай, Тяншан и Памир, до границите с Монголия, Китай и Северен Афганистан.
През 2007 г. излиза и книга със заглавие „Българите“, която е продължение на сериала.

## Епизоди
- Епизод 1: „Последната крепост“
- Епизод 2: „Тайната история“
- Епизод 3: „Войната с империята“
- Епизод 4: „Стара Велика България“
- Епизод 5: „Преселванията“
- Епизод 6: „Волжка България“
- Епизод 7: „Вратата към Азия“
- Епизод 8: „Конните народи“
- Епизод 9: „Прародината“
- Епизод 10: „България“
- Епизод 11: „Краят на пътуването“